# Kenny Murphy
Kenneth John Murphy, detto Kenny (Cork, 21 luglio 1966), è un ex rugbista a 15 e dirigente sportivo irlandese, già estremo dell'Irlanda tra il 1990 e il 1992.

## Biografia
Figlio e nipote d'arte (suo nonno Noel sr. e suo padre Noel jr. furono entrambi internazionali per l'Irlanda e quest'ultimo anche per i British Lions), Kenny Murphy ha legato tutta la sua carriera agonistica e post-sportiva al Cork Constitution nel quale si formò rugbisticamente e per cui militò in tutta la sua attività sportiva, per poi diventarne team manager nel 2006.
Rappresentò in più occasioni la provincia di Munster e, nel 1990, debuttò in nazionale irlandese a Londra contro l'Inghilterra nel corso del Cinque Nazioni.
Un anno più tardi fece parte dei convocati alla Coppa del Mondo di rugby 1991 in Inghilterra; disputò il suo ultimo test match a Wellington nel giugno 1992 contro la Nuova Zelanda.
Fa parte dell'unica famiglia che vanti tre generazioni consecutive di giocatori che abbiano rappresentato il proprio Paese a livello internazionale.